# ريدج ريسر 7
ريدج ريسر 7 (بالإنجليزية: Ridge Racer 7)‏، هي لعبة فيديو إلكترونية من نوع سباقات السيارات، صدرت في الأسواق سنة 2006م من تطوير ستوديو نامكو بانداي اليابانية ونشرها شركة سوني كمبيوتر إنترتنمنت أوروبا، تحتوي اللعبة على نوع 40 سيارة وهمية وأماكن افتراضية ذات 22 منطقة سباق، وتعمل حصراً لنظام بلاي ستيشن 3.